# Fritz Weege
Fritz Weege (* 29. Oktober 1880 in Frankfurt am Main; † 17. August 1945 in Pirna) war ein deutscher Klassischer Archäologe und Etruskologe.

## Leben und Werk
Fritz Weege, Sohn eines Volksschullehrers, legte sein Abitur 1898 am Lessing-Gymnasium in seiner Heimatstadt Frankfurt ab und studierte ab 1899 Klassische Archäologie, Klassische Philologie und Alte Geschichte an der Universität Bonn, wo unter anderem Georg Loeschcke sein Lehrer war, und der Berliner Universität. Die Dissertation 1905 in Bonn hatte das Thema Vasculorum campanorum inscriptiones Italicae. Daran schloss sich von 1906 bis 1908 das Reisestipendium des Deutschen Archäologischen Instituts an, mit dessen Hilfe er durch Süditalien, Griechenland und Kleinasien reiste. 1908 wurde Weege Assistent an der Abteilung Rom des Deutschen Archäologischen Instituts. Als Mitarbeiter von Wilhelm Dörpfeld nahm er an den Ausgrabungen des Deutschen Archäologischen Instituts in Olympia, Pylos und Leukas teil. Die Habilitation erfolgte 1912 an der Universität Halle zu einem bauhistorischen Thema: Ein Saal in Neros goldenem Hause. 1913/14 nahm Weege an Ausgrabungen an diesem Palast in Rom teil, wo er bis 1915 blieb. Von 1916 bis 1918 war er Lehrbeauftragter an der Universität Tübingen. Von 1920 bis 1945 lehrte Weege als erster ausschließlicher Professor für Klassische Archäologie an der Universität Breslau, deren archäologisches Museum er zugleich leitete, seine Vorgänger waren alle Professor für Philologie und Archäologie gewesen. Zum Ende des Zweiten Weltkriegs floh Weege aus Breslau nach Pirna. Er starb dort am 17. August 1945 im Alter von 64 Jahren an den Folgen einer Operation.
Schwerpunkte der wissenschaftlichen Arbeit Weeges waren die antike Malerei, etruskische und altitalische Kunst sowie der antike Tanz. Er war ordentliches Mitglied des Deutschen Archäologischen Instituts und des Istituto di Studi Etruschi in Florenz. Verheiratet war er mit Ilse Roemer (1887–1954), einer Nachfahrin des Malers Wilhelm Hensel, über den Weege auch publizierte.

## Schriften (Auswahl)
- Vascvlorvm Campanorvm Inscriptiones Italicae. Bonn 1906 (Dissertation, archive.org).
- Der malerische Schmuck von Raffaels Loggien in seinem Verhältnis zur Antike mit Berücksichtigung der Gesamtdekoration und Das Badezimmer des Kardinals Bibbiena. In: Theobald Hofmann: Raffael in seiner Bedeutung als Architekt. Band 4: Vatikanischer Palast. Menzel, Zittau 1911, S. 138–230.
- Ein Saal in Neros goldenem Hause. Einladungsschrift zu seiner zum Zwecke der Habilitation bei der Hohen Philosophischen Fakultät der Vereinigten Friedrichs-Universität Halle-Wittenberg am Mittwoch, den 31. Juli 1912 um 12 Uhr mittags in der Aula der Universität zu haltenden Antrittsvorlesung über Die Kultur Mittelitaliens in vorrömischer Zeit. Reimer, Berlin 1912.
- Antrittsvorlesung über die Kultur Mittelitaliens in vorrömischer Zeit. Reimer, Berlin 1912.
- als Herausgeber mit Walter Amelung und Emil Reisch: Wolfgang Helbig: Führer durch die öffentlichen Sammlungen klassischer Altertümer in Rom. 2 Bände. 3. Auflage. Teubner, Leipzig 1912–1913.
- Das goldene Haus des Nero. (Neue Funde und Forschungen). In: Jahrbuch des Deutschen Archäologischen Instituts. Band 28, 1913, S. 127–244 (Textarchiv – Internet Archive).
- unter dem Pseudonym F. Viator: Le nazioni belligeranti nel giudizio dei popoli. Armani & Stein, Rom 1915.
- Etruskische Malerei. Niemeyer, Halle 1921, (Digitalisat).
- Hensel, Wilhelm. In: Hans Vollmer (Hrsg.): Allgemeines Lexikon der Bildenden Künstler von der Antike bis zur Gegenwart. Begründet von Ulrich Thieme und Felix Becker. Band 16: Hansen–Heubach. E. A. Seemann, Leipzig 1923, S. 431–433 (biblos.pk.edu.pl).
- als Herausgeber: Dionysischer Reigen. Lied und Bild in der Antike. Niemeyer, Halle 1926.
- Der Tanz in der Antike. Niemeyer, Halle 1926, (Nachdruck: Olms, Hildesheim u. a. 1976, ISBN 3-487-05968-1).
- Der einschenkende Satyr aus Sammlung Mengarini (= Winckelmannsprogramme der Archäologischen Gesellschaft zu Berlin. Band 89). de Gruyter, Berlin 1929.
- Virgilio e l’arte figurativa. In: Conferenze virgiliane tenute all'Università Cattolica del Sacro Cuore (= Pubblicazioni della Università Cattolica del Sacro Cuore. Ser. 4: Scienze filologiche. 12, ZDB-ID 416025-3). Vita e Pensiero, Mailand 1931, S. 3–29.